# Archippo (comico)
Archippo (Atene, 450 a.C. circa – dopo il 388 a.C. (?)) è stato un drammaturgo greco antico.

## Biografia
Archippo, ateniese, fu tra gli ultimi rappresentanti della commedia antica, contemporaneo, forse più giovane, di Aristofane. Comunque, era noto ad Atene anche per le frequentazioni del bel mondo, come testimoniato dal fatto che fu in cattivi rapporti con l'amico-rivale Tiside, contro il quale Lisia recitò un discorso e che fu accusato di aver partecipato alla mutilazione delle Erme con l'ambiente di Alcibiade e Andocide.

Egli, tra l'altro, divenne famoso a teatro - e parodiato - per l'eccessivo gusto nei giochi di parole.
Di lui la Suda riporta che vinse una sola volta: probabilmente, inoltre, fu in rapporti con Aristofane, tanto che 4 delle commedie di quest'ultimo erano attribuite ad Archippo, che forse le mise in scena.

## Commedie
Archippo scrisse varie commedie, di cui restano 61 frammenti (molti dei quali in lessicografi) e vari titoli. La sua produzione spaziava dalle commedie di argomento mitologico (Anfitrione - due brevissimi frammenti - e Eracle che si sposa - 5 frammenti) e altre di argomento vario (Rinone, L'ombra dell'asino - un frammento di un verso e mezzo - e Pluto - 4 frammenti). Tra le commedie aristofanee, come detto, quattro erano attribuite a lui: Isole, Dioniso naufrago, Niobo, Poesia.
Un'altra, I pesci, riprende la commedia fantastica già presente nelle Bestie di Cratete e negli Uccelli di Aristofane.